# Glenochrysa zeylanica
Glenochrysa zeylanica är en insektsart som först beskrevs av Banks 1913.  Glenochrysa zeylanica ingår i släktet Glenochrysa och familjen guldögonsländor. Inga underarter finns listade i Catalogue of Life.